# Estadio Olímpico El Menzah
El Estadio Olímpico El Menzah (Stade Olympique d'El Menzah en francés) (ستاد المنزه en árabe) es un estadio multiusos en la Ciudad de Túnez, Túnez. El estadio es usado principalmente para la práctica del fútbol aunque en algunas ocasiones es usado para eventos de atletismo, el estadio fue construido como sede principal del complejo deportivo de El Menzah que se encuentra en el norte de la Ciudad de Túnez.
El estadio albergó la final de la Copa Mundial de Fútbol Juvenil de 1977 y fue la sede oficial de la Selección de fútbol de Túnez hasta la inauguración del Stade olympique de Radès en 2001.
El estadio ha sido sede también de otros eventos como conciertos de Michael Jackson o Mariah Carey.

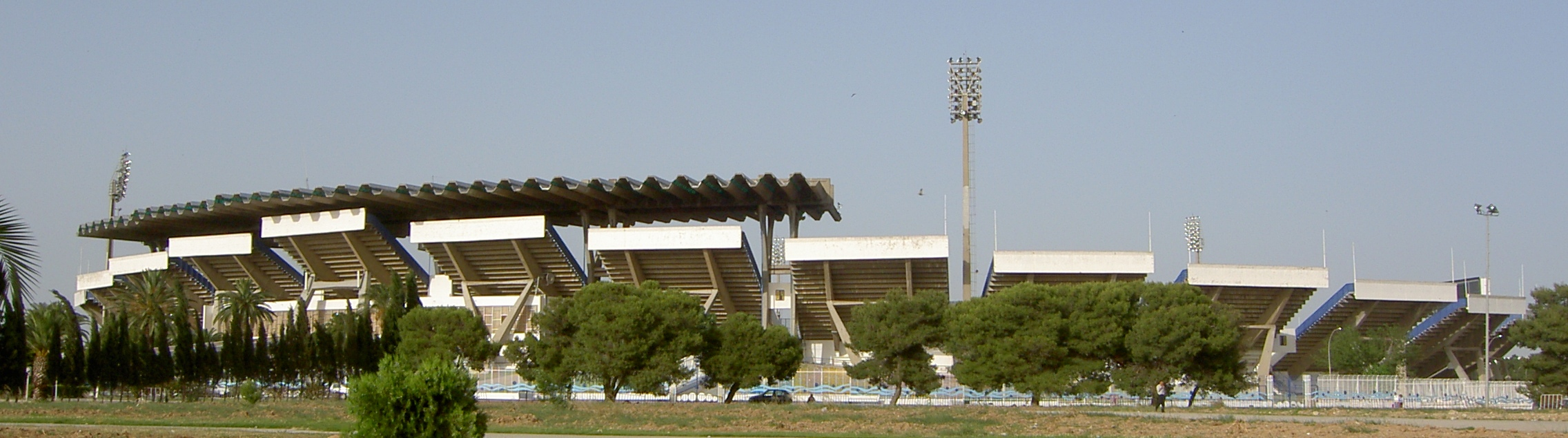
Imagen exterior del estadio.